# Edinburgh Trams
Edinburgh Trams es el sistema Tranvías de Edimburgo, Escocia. Es la primera red de tranvías en Edimburgo desde la red anterior de la ciudad, la Corporación de Tranvías de Edimburgo, que cerró en 1956. 
El nuevo sistema de tranvía entró en funcionamiento el 31 de mayo de 2014.
La línea es operada por Edinburgh Trams, una empresa de propiedad total de la ciudad de Edimburgo.

## Tramos
- Datos: Q2299624
- Multimedia: Edinburgh Trams / Q2299624